# NGC 7400
NGC 7400 је спирална галаксија у сазвежђу Ждрал која се налази на NGC листи објеката дубоког неба.
Деклинација објекта је - 45° 20' 50" а ректасцензија 22h 54m 20,8s. Привидна величина (магнитуда) објекта NGC 7400 износи 12,8 а фотографска магнитуда 13,6. Налази се на удаљености од 39,787 милиона парсека од Сунца. NGC 7400 је још познат и под ознакама ESO 290-22, AM 2251-453, IRAS 22514-4536, PGC 69967.